# Otto Michtits
Otto Michtits (* 20. Juni 1928) ist ein ehemaliger österreichischer Boxer und Olympiateilnehmer von 1948.

## Leben
Otto Michtits wurde 1948, 1950 und 1951 Österreichischer Meister im Halbschwergewicht und nahm 1948 an den 14. Olympischen Spielen in London teil, wo er in der Vorrunde dem Finnen Harri Siljander unterlag und so nur den 17. Platz erreichte.